# 얀 듀리차
얀 듀리차(슬로바키아어: Ján Ďurica, 1981년 12월 10일 ~ )는 슬로바키아의 전 축구 선수이다.